# Kassim Ouma
Kassim Ouma, detto The Dream (Kampala, 12 dicembre 1978), è un pugile ugandese, uno dei più noti mai prodotti dall'Uganda.
Nato in povertà come il settimo in una famiglia di 13 figli (8 maschi e 5 femmine), Ouma fu rapito dall'esercito insieme ad altri bambini all'uscita da scuola, all'età di 5 anni, e dopo un breve addestramento militare fu gettato nella guerra civile che scuoteva l'Uganda. Solo un bambino, si ritrovò a combattere e uccidere, mentre i suoi amici al suo fianco combattevano e venivano uccisi.
Una volta liberatosi dall'esercito, ha iniziato a combattere sul ring. Come pugile dilettante ha totalizzato 62 vittorie e 3 sconfitte, venendo selezionato per rappresentare l'Uganda alle Olimpiadi di Atlanta del 1996. A causa dei gravi problemi economici in cui versa la nazione, però, l'Uganda non poté partecipare alla manifestazione.

Ouma riuscì ad andare negli Stati Uniti nel gennaio del 1998, comunque, per combattere alcuni incontri amatoriali a Washington.
Con l'intento di guadagnarsi una carriera da pugile, Ouma decise di rimanere negli Stati Uniti e il 10 luglio 1998 esordì da professionista sconfiggendo per K.O. al primo round lo statunitense Napoleon Middlebrooks in un incontro su 4 riprese combattuto al Memorial Auditorium di Fort Lauderdale in Florida.

Vince per K.O. tutti i suoi primi 7 incontri, prima di sconfiggere solo ai punti il dominicano Emiliano Valdez il 30 gennaio 1999. Il 20 novembre dello stesso anno subisce la sua prima sconfitta, quando il portoricano Agustín Silva lo manda al tappeto tre volte nel corso del primo round, costringendo l'arbitro a fermare l'incontro.
Passeranno più di cinque anni prima che Ouma sia sconfitto una seconda volta. Nel frattempo divenne campione USBA dei medi leggeri, ma venne detronizzato a tavolino dopo la prima difesa del titolo, quando risultò positivo alla marijuana dopo aver messo K.O. Darrell Woods. Ouma riconquistò comunque subito la cintura sconfiggendo il messicano Angel Hernandez e poco più di un anno dopo divenne Campione del Mondo IBF dei pesi medi leggeri sconfiggendo ai punti con verdetto unanime Verno Philips al Caeser's Palace di Las Vegas il 2 ottobre 2004. Alla seconda difesa del titolo, appunto, il russo Roman Karmazin gli inflisse la seconda sconfitta della sua carriera da professionista strappandogli il titolo con verdetto unanimemente largo il 14 luglio 2005.
Nei dodici mesi seguenti, Ouma raccolse due convincenti vittorie prima del limite contro Alfredo Cuevas e Francisco Antonio Mora e due vittorie ai punti su Marco Antonio Rubio e 	Sechew Powell che lo fecero tornare ai vertici delle classifiche mondiali. Ritenendo però più interessante passare di categoria, il pugile ugandese fissò un incontro con Jermain Taylor valido per le corone WBC e WBO dei pesi medi da disputarsi in Arkansas all'inizio di dicembre 2006. Ouma uscì comunque nettamente sconfitto, sotto il verdetto unanime dei tre giudici.
Minato nella fiducia in sé stesso, che era stata fino a quel momento una delle sue armi migliori, Ouma tornò sul ring solo un anno dopo, nel novembre 2007, venendo però clamorosamente sconfitto ai punti dal mediocre Saul Roman. La successiva sconfitta rimediata il 28 marzo 2008 contro il modesto Cornelius Bundrage mise probabilmente fine alla sua carriera ad alto livello.
A causa della pesante situazione politico-economica dell'Uganda, solo 4 dei 7 fratelli di Ouma sono oggi ancora vivi. Suo padre fu picchiato a morte da soldati dell'Esercito Ugandese quando Ouma decise di rimanere a vivere negli Stati Uniti, e la sua famiglia vive in una situazione di costante minaccia.